# Tala samoan
Tala samoan (limba samoană: Samoa tālā) este valuta monetară din Samoa. Un tala este împărțit în 100 sene.